# Датский юбилей
Датский юбилей — ювелирное яйцо, одно из императорских пасхальных яиц, изготовленных фирмой Карла Фаберже для русской императорской семьи. Создано в 1903 году по заказу императора Николая II в качестве подарка на Пасху для вдовствующей императрицы Марии Фёдоровны. Местоположение неизвестно, считается утраченным.

## Краткая историческая справка
Поскольку данное изделие относится к утраченным, сведения о его перемещениях после вручения адресату в 1903 году отсутствуют либо не могут быть найдены в открытых источниках. Известно, что яйцо было тематически приурочено к сорокалетнему юбилею восшествия на престол родителей императрицы Марии Фёдоровны — короля Дании Кристиана и его супруги королевы Луизы.

## Внешний вид
Сохранились изображения яйца «Датский юбилей», а также некоторые описания. Согласно таковым, оно было изготовлено из золота (золото использовалось также и в декоре изделия), украшено белой и синей эмалью. По центру размещен увенчанный короной медальон с вензелем, напоминающим букву «М»; в фоне медальона, по-видимому, геральдическая мантия и перекрещенные колосья либо цветы. На вершине яйца, покрытой золотой сеткой, установлена миниатюрная фигура датского королевского слона. Яйцо поддерживается тремя геральдическими львами, которые, в свою очередь, стоят на трехопорном постаменте.
Часто в качестве изображений изделия используются снимки его копий, изготовленных позднее; данные изображения правдоподобны, но не аутентичны. Иногда при подборе иллюстративного материала его также путают с яйцом «Датские дворцы».

## Сюрприз
Сюрпризом «Датского юбилея» являлся миниатюрный двусторонний портрет акварелью на слоновой кости, изображающий соответственно короля Кристиана и королеву Луизу.